# 桂林电子科技大学

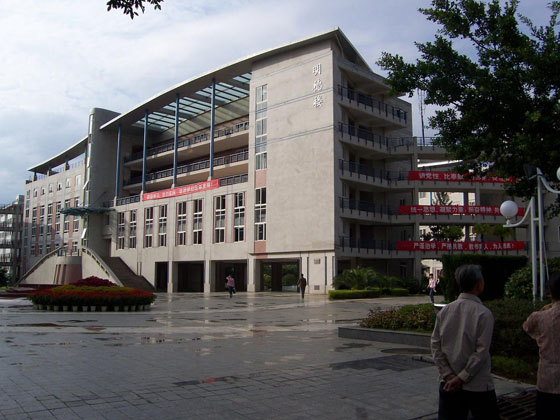
桂林电子科技大学明德楼

桂林電子科技大學，原名桂林电子工业学院，是一所以电子信息学科为优势，机电结合、理、工、文、管、法等多学科相互渗透的大学，也是全国四所电子科技大学之一。位于世界著名的风景旅游城市和历史文化名城中国广西壮族自治区桂林市东部。该校有金鸡岭校区、六合路校区、花江校区和位于广西壮族自治区北海市的北海校区共四个校区。

## 历史

### 桂林电子工业学院前身时期（1960-1979）
1960年2月，中华人民共和国第一机械工业部批准在桂林建立桂林机械专科学校。同年4月，规划中的桂林机械专科学校和桂林技工学校合并，计划成立桂林机械专科学校，学校附设中专部和技工部。同年9月15日，桂林机械专科学校成立大会召开，该日后来定为校庆日。同年11月，桂林机械专科归为第三机械工业部领导。

1961年6月，根据第三机械工业部教育局下达精简下放的指示，学校撤销技工部。1962年4月，第三机械工业部决定将桂林机械专科学校更名为桂林机械工业学校，学校由专科改为中专。

1964年，学校划归第四机械工业部管理。次年，学校被改建为既是学校也是工厂，既出人才又出产品的体制。1966年，受到“文化大革命”席卷，学校于1966年至1971年间停办。直到1972年春，学校才恢复办学，并更名为桂林无线电学校。

### 桂林电子工业学院时期（1979-2006）
1980年5月20日，经中华人民共和国国务院批准，在桂林无线电学校的基础上建立桂林电子工业学院，隶属第四机械部。学校由西北电讯工程学院（现西安电子科技大学）支援建设。同年8月30日，西电的首批人员到达桂林。

1980年9月15日，桂林电子工业学院成立，并召开庆祝大会。次年5月，院厂分开建制。

1981年到2006年间的各个时期，学校先后隶属于不同的国家机关的管理体制。1983年3月至1988年5月学院隶属于电子工业部。1988年6月至1992年学院隶属于机械电子工业部。1998年4月至2000年1月，学院隶属信息产业部。1993年至1998年3月，学院隶属中国电子工业总公司和电子工业部。2000年管理体制转为中央与地方共建、以地方管理为主。2000年2月至2006年，学院隶属于广西壮族自治区和信息产业部，为自治区和信息产业部共建高校。

1990年11月19日，时任中共中央总书记江泽民亲临学院并题词“为发展电子工业培养更多的合格人才”。

### 桂林电子科技大学时期（2006-至今）
2006年2月14日，教育部下文同意桂林电子工业学院更名为桂林电子科技大学。同年6月6日，学校更名庆典大会在东校区隆重举行。在此之后，学校仍隶属于广西壮族自治区和信息产业部。2018年，学校成为广西区唯一一所与国家国防科技工业局共建高校，学校正式加入国防科工局与地方政府共建高校行列。

2009年2月18日，中国科学院院士孙家栋受广西壮族自治区人民政府聘请出任桂林电子科技大学名誉校长。

## 校区

### 六合路校区
该校区位于桂林七星区六合路123号，为桂林电子科技大学科技园。该校区是学校产学研合作与交流的重要窗口，并承担着大学生、研究生入园开展创业创新实践教育任务。

### 金鸡岭校区
桂林电子科技大学金鸡岭校区原名桂林电子科技大学东校区，是桂林电子科技大学的老校区。位于广西壮族自治区桂林市金鸡路1号。坐落在桂林国家高新技术开发区。

### 花江校区
花江校区是桂林电子科技大学主校区，占地面积3571亩，规划面积6000亩，环绕花江水，坐拥尧山下，校园环境优美，风景如画。原名桂林电子科技大学尧山校区，于2012年正式更名为桂林电子科技大学花江校区，因校园边有一条名为花江的河流。花江清澈见底，是度假、休闲、游玩的好地方。
花江校区于2006年开始动工修建，一期工程投资12亿人民币。于2014年已经完成4期的工程建设。截至2014年校区的占地面积已经接近4000亩，距离规划建设的6000亩还差2000亩。整个校区包括一条商业街、华南地区最大的单体大学图书馆——桂林电子科技大学图书馆、逸夫科技楼、食堂、体育馆、教学楼以及宿舍区等一系列建筑。该校区生活学习设施完善，学生宿舍采用标准化公寓，具备独立卫生间；教学楼配备一系列的现代教学设备。该校区离市区13.5公里，有13路公交车在花江校区与金鸡岭校区之间运行，交通方便。整个校区风景宜人，有多个面积较大人工湖，空气清新，是一个人工的氧吧。2016年开始有留学生在花江校区学习，主要为语言留学生。随后一年，国际留学生陆续搬到花江校区。现除部分研究生因需要外，大都在花江校区学习生活。

### 北海校区 -> 广西海洋学院（筹）
北海校区位于海滨城市北海市，成立于2008年，原名桂林电子科技大学职业技术学院，举办高等专科层次的职业教育。2013年，成立海洋信息工程学院，举办本科层次的教育。2016年船舶与海洋工程硕士点获批招生。2017年成立了东盟教育中心。该校区由东、西两个区域构成，占地541亩，设有海洋工程学院、电子信息学院、计算机工程学院、设计与创意学院和经济与管理学院。
北京航空航天大学北海学院与桂林电子科技大学北海校区计划合并转设为“广西海洋学院”，广西教育厅争取将设置广西海洋学院纳入教育部下一轮考察评议范围。

### 南宁研究生院
桂林电子科技大学南宁研究生院是桂林电子科技大学在南宁设立的研究生教育机构，位于南宁市江南区明秀路1号。该研究生院成立于2019年，是桂林电子科技大学的重要组成部分之一，主要负责研究生教育、科学研究、社会服务等工作。

## 院系设置
为了方便教学管理，学校有对院系编号的传统，院系编号使用至今，普遍按照学院成立时间进行编号，学院编号成为了各个学院的特色。

### 桂林校区
| 院系简称 | 学院名称             | 成立时间 | 备注                                                                                         |
| -------- | -------------------- | -------- | -------------------------------------------------------------------------------------------- |
| 一院     | 机电工程学院         | 1960年   | 桂林机械专科学校成立，开设机械专业（简称“一专业”）                                           |
| 二院     | 信息与通信学院       | 1960年   | 最早源自无线电工程专业成立，1980年无线电工程系（第二系）成立                                 |
| 三院     | 计算机与信息安全学院 | 1980年   | 成立初期为电子计算机系（第三系）                                                             |
| 四院     | 艺术与设计学院       | 1985年   |                                                                                              |
| 五院     | 商学院               | 1993年   | 成立初期为财经与法律系                                                                       |
| 六院     | 外国语学院           | 2000年   | 前身是创建于1993年的外语部，2000年更名为外语系                                               |
| 七院     | 数学与计算科学学院   | 1999年   |                                                                                              |
| 八院     | 电子工程与自动化学院 | 2000年   |                                                                                              |
| 九院     | 法学院/知识产权学院  | 2003年   | 法学类专业最早源于1993年开办成立初期为财经与法律系，2003年社会科学系经过专业调整后成立法律系 |
| 十院     | 材料科学与工程学院   | 2002年   |                                                                                              |
| 生环院   | 生命与环境科学学院   | 2010年   |                                                                                              |
| 建交院   | 建筑与交通工程学院   | 2011年   |                                                                                              |
|          | 人工智能学院         | 2018年   |                                                                                              |
|          | 光电工程学院         | 2021年   |                                                                                              |

生命与环境科学学院和建筑与交通工程学院在本科生教务系统中简称生环院和建交院，人工智能学院无官方明确简称，这三个学院在本科生学号里代表学院的编号分别为为14、15和16，故称为十四、十五和十六院。
| 学院名称       | 备注                         |
| -------------- | ---------------------------- |
| 研究生院       | 在金鸡岭校区办学             |
| 国防生学院     |                              |
| 马克思主义学院 | 研究生层次                   |
| 国际学院       | 中外合作办学，国际交流留学生 |
| 继续教育学院   | 在六合路校区办学             |

### 北海校区
| 学院名称       | 备注                                                               |
| -------------- | ------------------------------------------------------------------ |
| 海洋工程学院   | 由原北海校区海洋信息工程学院和职业技术学院下属的机电工程系合并组建 |
| 电子信息学院   |                                                                    |
| 计算机工程学院 | 由原北海校区海洋信息工程学院和职业技术学院下属的计算机系合并组建   |
| 设计与创意学院 |                                                                    |
| 经济与管理学院 |                                                                    |

### 独立学院
桂林电子科技大学信息科技学院是由桂林电子科技大学举办的独立学院，最早可以追溯到2001年创办的桂林电子工业学院信息科技学院。2004年，教育部下文确认学校为独立学院；2006年，学校更名为桂林电子科技大学信息科技学院；2021年6月经教育部批准转设为独立设置的全日制普通本科高校，更名为“桂林信息科技学院”。

## 专业设置
桂林電子科技大學的学科主要以电子信息类的工学为主，还有机电类工学、
管理学、法学、文学等几大类学科。2010年，有在校各类学生32000名
，专任教师1500余名，其中50%以上拥有博士、硕士学历。学院现有50个本科专业
，34个硕士学位授予学科，7个学科领域具有工程硕士专业学位授予权，1个“与合作高校联合培养
、招生计划单列”博士点，是工商管理硕士（MBA）培养单位。

### 研究生
桂林电子科技大学于于1995年起开始正式招收研究生。

#### 博士研究生
机械工程[080200]

信息与通信工程[081000]

网络空间安全[083900]

仪器科学与技术[080400]
光学工程[080300]

## 参看
- 中国大学列表